# Gavin Thredgold
Gavin Thredgold, né le 6 octobre 1961, est un rameur d'aviron australien. 

## Carrière
Gavin Thredgold a participé aux Jeux olympiques de 1984 à Los Angeles. Il a remporté la médaille de bronze  avec le huit australien composé de Clyde Hefer, Samuel Patten, Timothy Willoughby, Ian Edmunds, James Battersby, Ion Popa, Stephen Evans et Craig Muller.